# Tito de Bizâncio
Tito foi bispo de Bizâncio entre 242 e 272 d.C. Seu episcopado parece ter sido em conjunto com o de Eugênio I por um período. Sob Tito, ocorreram as perseguições dos imperadores Décio, Galo e Valeriano

## Identidade e reinado
Doroteu de Tiro menciona-o como "Tito", assim como as listas do Patriarca Nicéforo e a de Nicéforo Calisto. Em outras listas, aparece como "Tratus" (em grego:  Τάρατος ὁ καὶ Τίτος) .
Em algumas listas, ele parece ter sido bispo por 35 anos e seis meses. Nas mais antigas, apenas trinta anos. Este valor menor é considerado o mais confiável pelo Patriarcado Ecumênico de Constantinopla .